# ماريو كيلر
ماريو كيلر (بالإسبانية: Mario Killer)‏ هو لاعب كرة قدم أرجنتيني، ولد في 15 أغسطس 1951 في روساريو في الأرجنتين. شارك مع منتخب الأرجنتين لكرة القدم. أما مع النوادي، فقد لعب مع إنديبندينتي وروزاريو سنترال وريال بيتيس وريال سبورتينغ خيخون ونادي أتليتيكو بيلغرانو ونيولز أولد بويز.

## وصلات خارجية
- ماريو كيلر على موقع قاعدة بيانات كرة القدم.إي يو (الإنجليزية)
- ماريو كيلر على موقع ناشيونال فوتبول تيمز (الإنجليزية)
- ماريو كيلر على موقع عالم كرة القدم.نت (الإنجليزية)